# Greg Taylor
Greg Taylor, född 5 november 1997, är en skotsk fotbollsspelare som spelar för Celtic.

## Klubbkarriär
Den 2 september 2019 värvades Taylor av Celtic, där han skrev på ett fyraårskontrakt. I november 2021 förlängde Taylor sitt kontrakt fram till 2025.

## Landslagskarriär
Taylor debuterade för Skottlands landslag den 11 juni 2019 i en 3–0-förlust mot Belgien.